# Prêmio Multishow de Música Brasileira 2008
O Prêmio Multishow de Música Brasileira 2008 foi a décima quinta edição da premiação realizada pelo canal de televisão Multishow. Ocorreu no dia 1º de julho de 2008 e transmitido ao vivo do Theatro Municipal do Rio de Janeiro pelo canal. A cerimônia foi apresentada por Lázaro Ramos e homenageado da noite foi o cantor e compositor carioca Lulu Santos.

## Categorias
| Categoria             | Vencedor                                             | Indicados |
| --------------------- | ---------------------------------------------------- | --- |
| Melhor Cantor         | Di Ferrero                                           | - Caetano Veloso - Chorão - Dinho Ouro Preto - Samuel Rosa                                                                                                |
| Melhor Cantora        | Ivete Sangalo                                        | - Ana Carolina - Claudia Leitte - Maria Rita - Vanessa da Mata                                                                                            |
| Melhor Música         | Vanessa da Mata e Ben Harper — Boa Sorte/Good Luck   | - Claudia Leitte — Exttravasa - Ivete Sangalo e Saulo Fernandes — Não Precisa Mudar - Maria Rita — Tá Perdoado - NX Zero — Pela Última Vez                |
| Melhor Clipe          | Charlie Brown Jr. — Pontes Indestrutíveis            | - Capital Inicial — Aqui - CPM 22 — Nossa Música - NX Zero — Pela Última Vez - Pitty — Pulsos                                                             |
| Melhor Show           | Ana Carolina                                         | - Charlie Brown Jr. - Maria Rita - Rita Lee - Vanessa da Mata                                                                                             |
| Melhor CD             | Maria Rita — Samba Meu                               | - Capital Inicial — Eu nunca Disse Adeus - CPM 22 — Cidade Cinza - Pitty — (Des)Concerto ao Vivo - Vanessa da Mata — Sim                                  |
| Melhor DVD            | Ivete Sangalo — Multishow ao Vivo: Ivete no Maracanã | - Os Paralamas do Sucesso — Rock in Rio 1985 - Pitty — (Des)Concerto ao Vivo - Vários artistas — Cidade do Samba - Zélia Duncan — Pré-Pós-Tudo-Bossa-Band |
| Revelação             | Strike                                               | - Ana Cañas - Diogo Nogueira - Scracho - Vanguart |
| Melhor Grupo          | NX Zero                                              | - Charlie Brown Jr. - CPM 22 - Jota Quest - Natiruts |
| Melhor Instrumentista | Radamés Venâncio (Ivete Sangalo)                     | - Bino (Cidade Negra) - Davi Moraes - Marco Túlio (Jota Quest) - Yves Passarell (Capital Inicial)                                                         |